# Сокирянский район
Сокиря́нский райо́н (укр. Сокирянський район) — упразднённая административная единица Черновицкой области Украины. Административный центр — город Сокиряны.

## Население
По данным всеукраинской переписи населения 2001 года в населении района присутствовали следующие этнические группы:
- украинцы — 89,9 %
- русские — 6,2 %
- молдаване — 3,4 %[3].

## История
Образован в 1940 году. В 1962—1966 территория района входила в состав Кельменецкого района. В ходе административно-территориальной реформы в Украине, в 2020 году район был упразднён, его территория вошла в состав Днестровского района. На территории района были сформированы Вашковецкая сельская и Сокирянская городская территориальные общины.